# Oss
Pour les articles homonymes, voir OSS.
Oss est une ville et une commune des Pays-Bas de la province du Brabant-Septentrional, chef-lieu Oss, formée de cinq anciennes communes et un grand nombre de localités.
La commune a ceci de particulier que trois de ses localités sont des villes : Megen, Oss et Ravenstein.

## Population par ancienne commune
| Nom                                 | Habitants      |
| ----------------------------------- | -------------- |
| Berghem                             | 6 535 en 2005  |
| Megen, Haren en Macharen            | 3 202 en 2005  |
| Oss (ville)                         | 58 008 en 2005 |
| Ravenstein                          | 8 579 en 2005  |
| Total commune d'Oss en 2005         | 76 324         |
| Lith (annexé en 2011)               | 6 716 en 2007  |
| Total commune d'Oss, 1er avril 2011 | 84 343         |

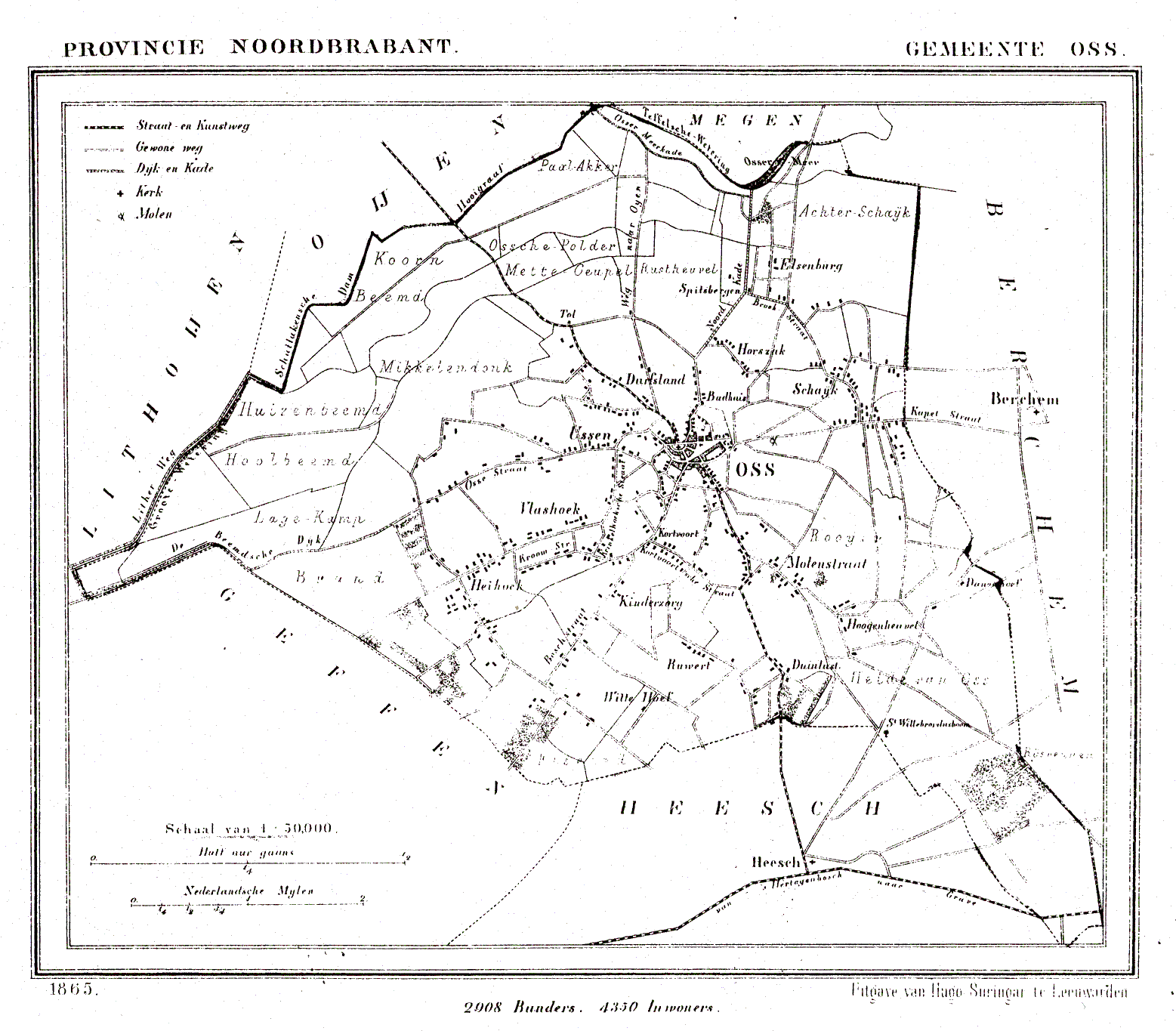
Ancienne commune d'Oss en 1865.

Pour les autres localités, suivre les liens.
Pour la ville d'Oss, voir ci-dessous.

## Histoire de la ville d'Oss

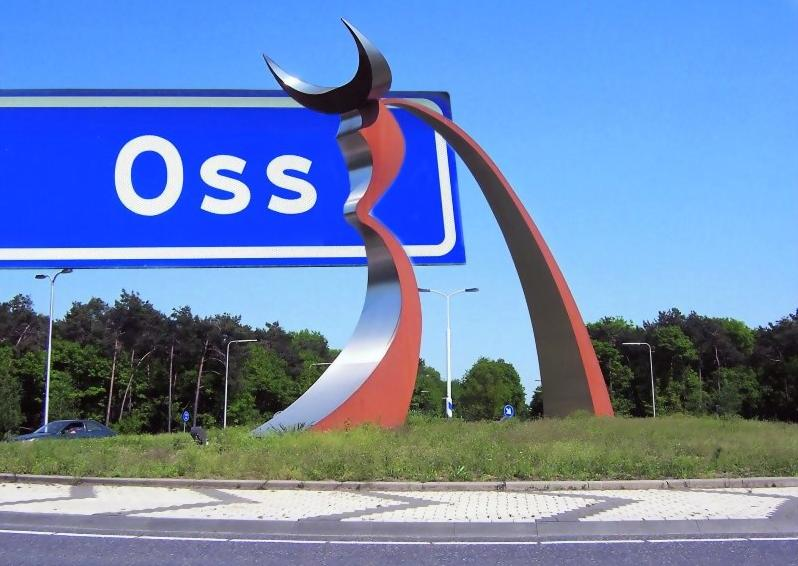
Oss, la statue Oss.

Des archéologues ont trouvé sur le territoire d'Oss des restes funéraires de l'âge du bronze, de l'âge du fer et du temps des Romains, indiquant quatre siècles d'habitation.
Au VIIe siècle, Willibrord d'Utrecht, apôtre des Pays-Bas, a séjourné dans les parages. De son séjour reste le souvenir du puits Saint Willibrord à la limite sud de Oss. Le puits actuel de ce nom est plus récent.
Oss est très tôt un centre régional. En 1350 la localité a droit de moulinage sur les villages environnants et en 1399, la ville reçoit droit de ville de la duchesse Joanna de Brabant. De la ville médiévale fortifiée ne reste rien, puisque Oss a beaucoup souffert de la guerre de Quatre-Vingts Ans et des incendies qui ont ravagé la ville. Après le grand incendie de 1751, on a dû reconstruire toute la ville et ce n'est que récemment qu'on a trouvé les fondations d'un petit château médiéval.

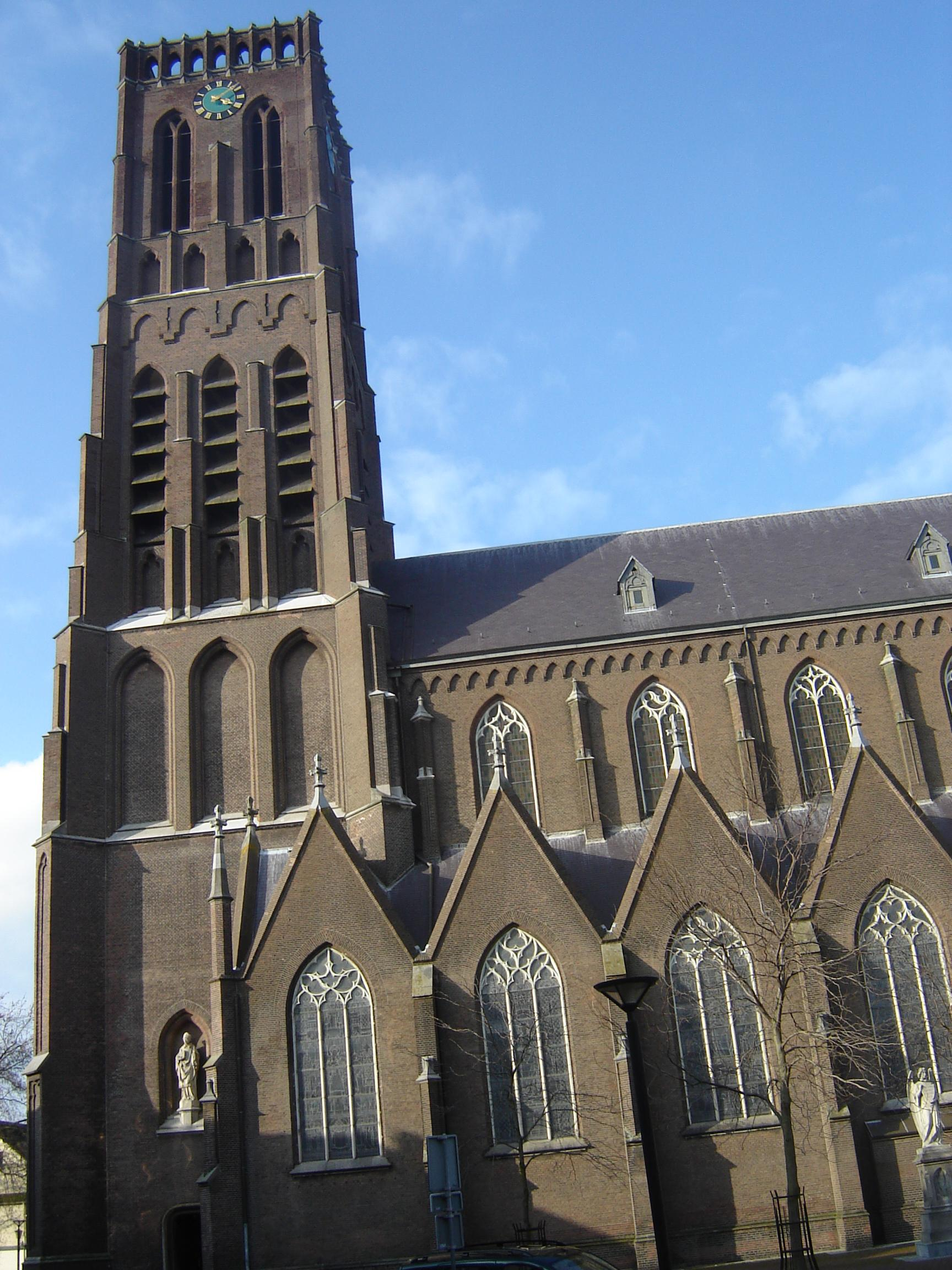
Grande Église ou Sainte Marie Immaculée Conception, église à Oss.

La Grande Église ou Sainte Marie Immaculée Conception date de 1859 ; à ce moment-là, Oss compte environ 4 000 habitants. Oss n'est alors que le centre d'une région pauvre. L'essor industriel de Oss commence avec l'arrivée des premières fabriques de beurre et de viande, vers 1870. Celle-ci est interrompue par la grande crise des années 1927-1932, qui a été particulièrement dure pour Oss et pendant laquelle la Osscher bende, une bande de petit criminels dont le chef était Toon de Soep, terrorise quelque peu les fermiers des alentours. Oss en a gardé longtemps mauvaise réputation. Après la guerre de 1940-1945, Oss retrouve son élan.

## Berceau d'industries internationales

### Du beurre, de l'huile et de la margarine
Au XIXe siècle, les petits agriculteurs du Brabant-Septentrional vendaient leur beurre et prenaient pour leur propre consommation de la graisse animale. En France, on avait inventé la fabrication d'une graisse à base de huile végétale, qui était un bon remplacement pour le beurre : seulement cette margarine avait une couleur inattractive grisâtre. Vers 1870, deux marchands de beurre, van den Bergh et Jurgens, se font la concurrence à Oss. Jurgens va acheter en France le brevet de la margarine et installe en 1871 à Oss la première usine de margarine au monde. Van de Bergh, pour avoir un atout de concurrence, fait développer par Van der Grinten, apothicaire à Venlo, un colorant jaune pour la margarine et commence sa propre usine. Van den Bergh et Jurgens fondent en 1927 le Nederlandsche Boter Unie. L'huile étant aussi matière première pour le savon, cette Boterunie forme en 1929 avec la société anglaise Levers soap la Société internationale Unilever. Entre-temps, Van der Grinten a investi son argent gagné sur le colorant dans la fondation d'une industrie de machines à copier à Venlo, OCÉ.

### De la viande et des médicaments
Les abattoirs du XIXe siècle à Oss se sont transformés dans des usines de viande Zwanenberg et Hartog, qui à leur tour attirent une fabrique d'emballage et de boîtes de conserves Thomassen en Drijver. En plus, on y collecte les pancréas, les hypophyses et d'autres organes des bêtes tuées pour en extraire des hormones. Cela se fait dans les laboratoires d'Organon, fondé par Saas van Zwanenberg en 1923, premier producteur d'insuline au monde, devenu une grande firme de médicaments. Avec AKU et Koninklijke Zout, Organon a formé AKZO, qui à son tour a acheté la firme NOBEL, résultant en AKZO-NOBEL.

## Centre dynamique régional
Oss est le centre commercial pour une région de 150 000 habitants, mais aussi un centre actif de travail. Le 1er janvier 2005, il y a 4 776 firmes avec un total de 38 175 employés. Oss a actuellement une dizaine de zones industrielles. Dans les années 1960, on a creusé un port et un canal de liaison avec la Meuse: le Burgemeester Delenkanaal. Actuellement on étudie la possibilité d'élargir ce canal pour recevoir plus de trafic fluvial.

## La vie culturelle
Oss possède trois musées :
- le musée de la ville Jan Cunen, musée d'archéologie, d'histoire et d'art ;
- le musée d'art dans l'ancienne Mairie ;
- le musée du vitrail et de l'email (localité Ravenstein).

Oss s'enorgeuille de son théâtre Lievenkamp, son théâtre de marionnettes Marag, son théâtre populaire de plein air Hoessenbosch (localité Berghem), son cinéma Utopolis, son centre culturel Groene Engel, son centre d'arts scéniques Muselinck, mais aussi de son Carnaval et de son kermesse à la mi-août.

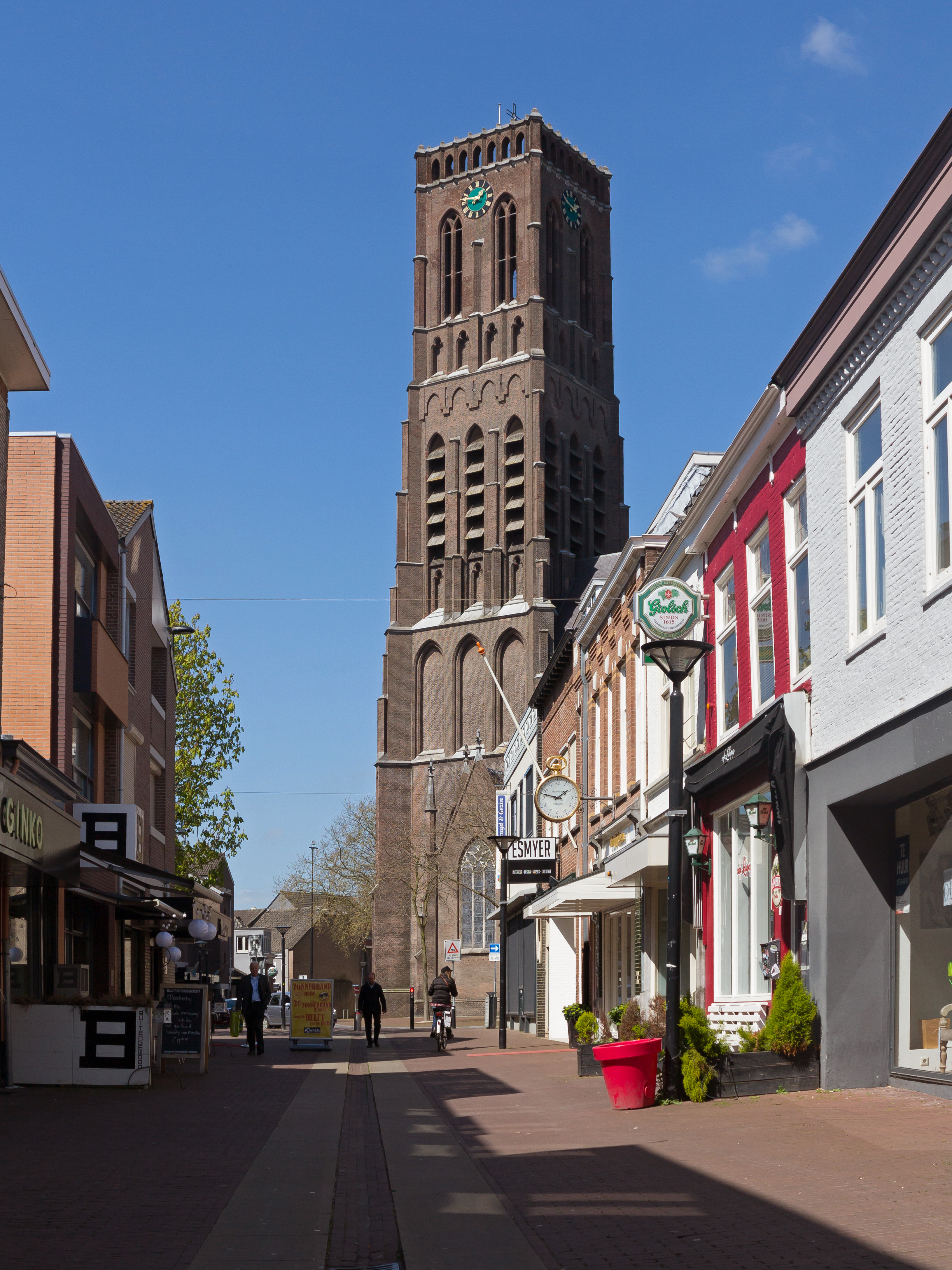
Oss, l'église.
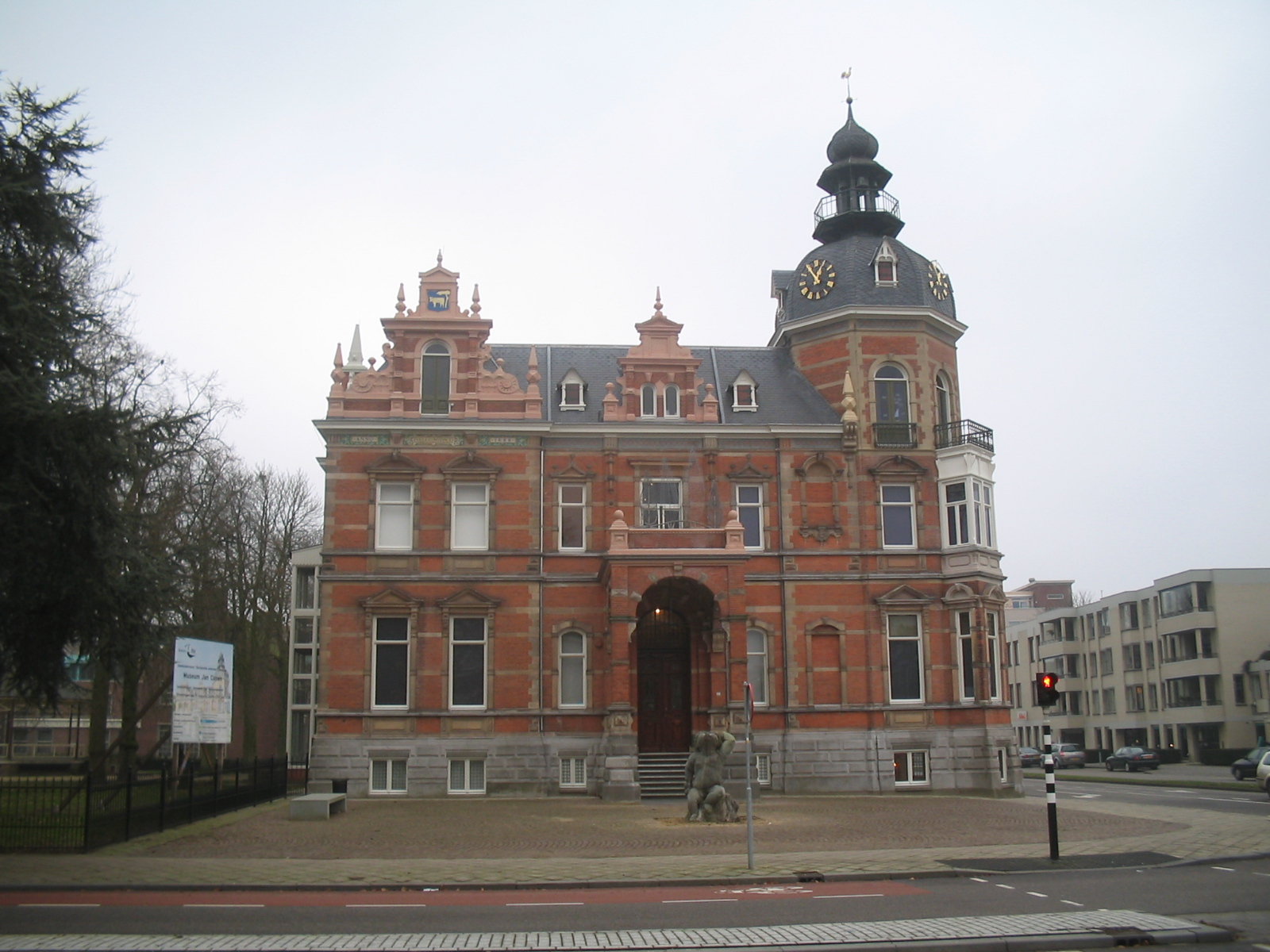
Oss, Musée Jan Cunen.
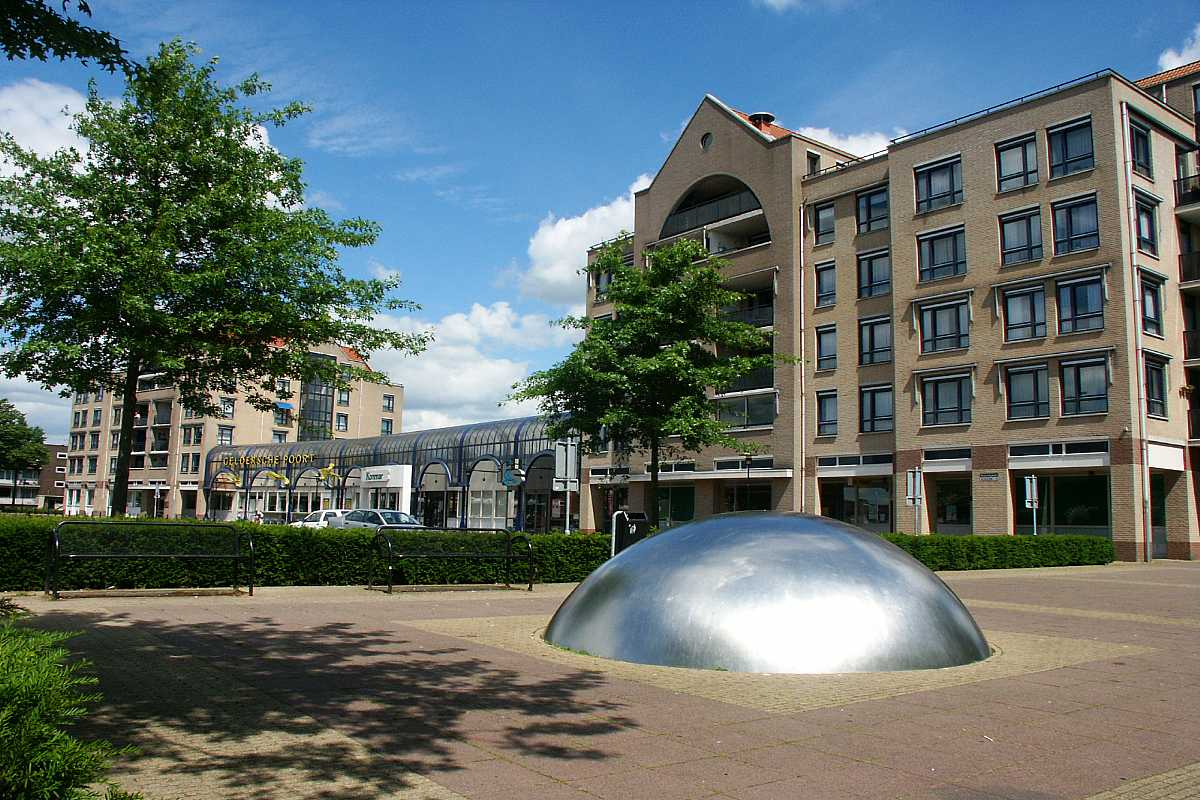
Oss, place du Château.
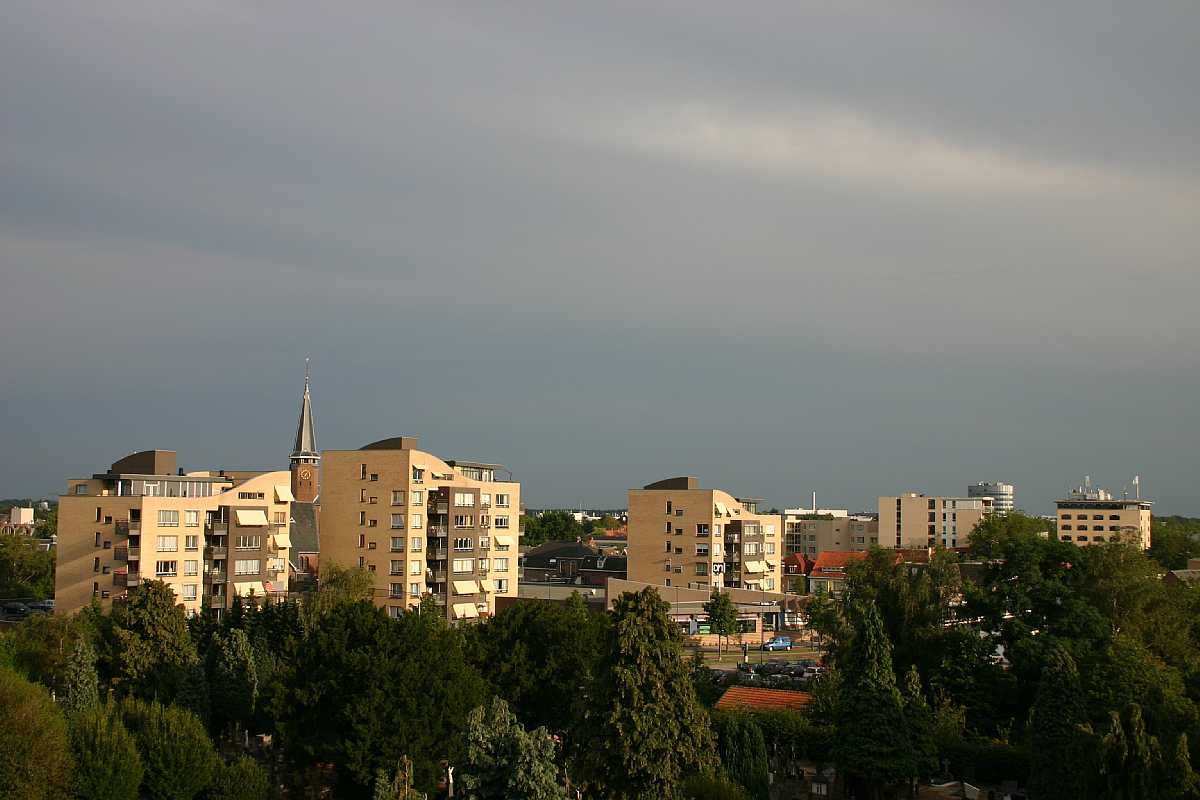
Oss, Skyline.
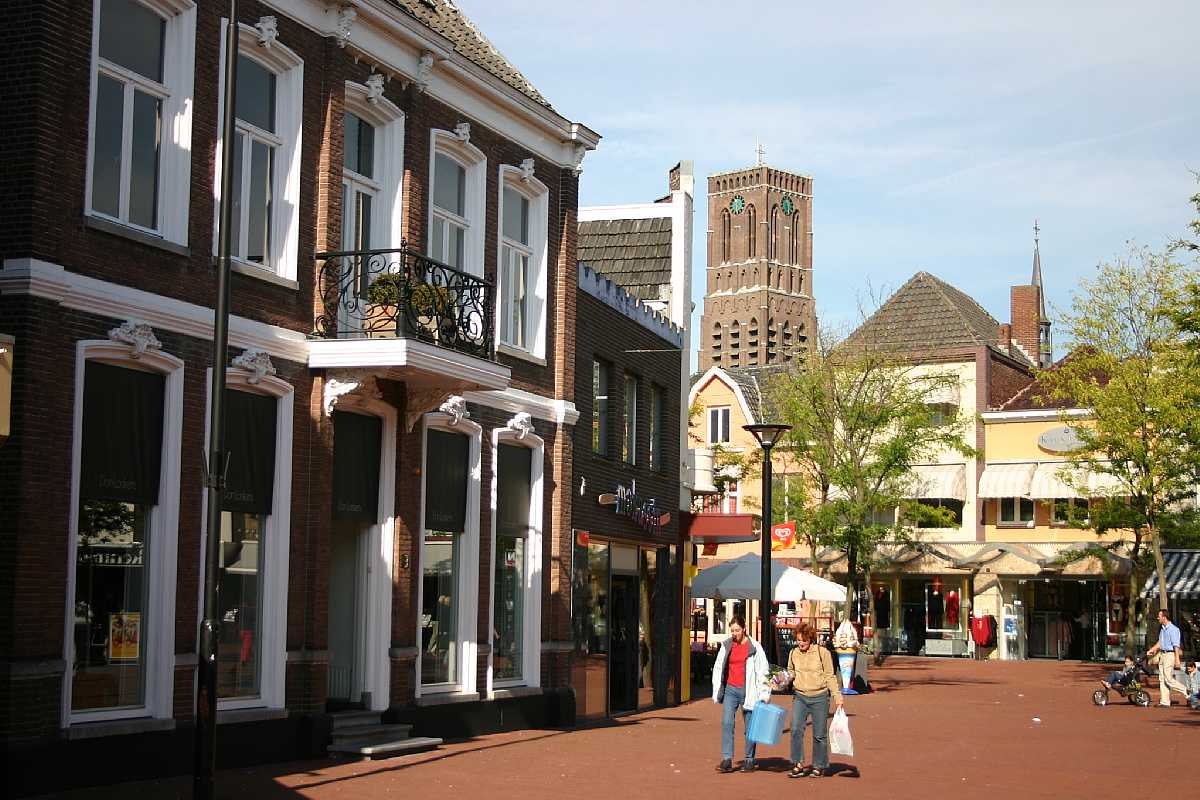
Oss, Walplein.
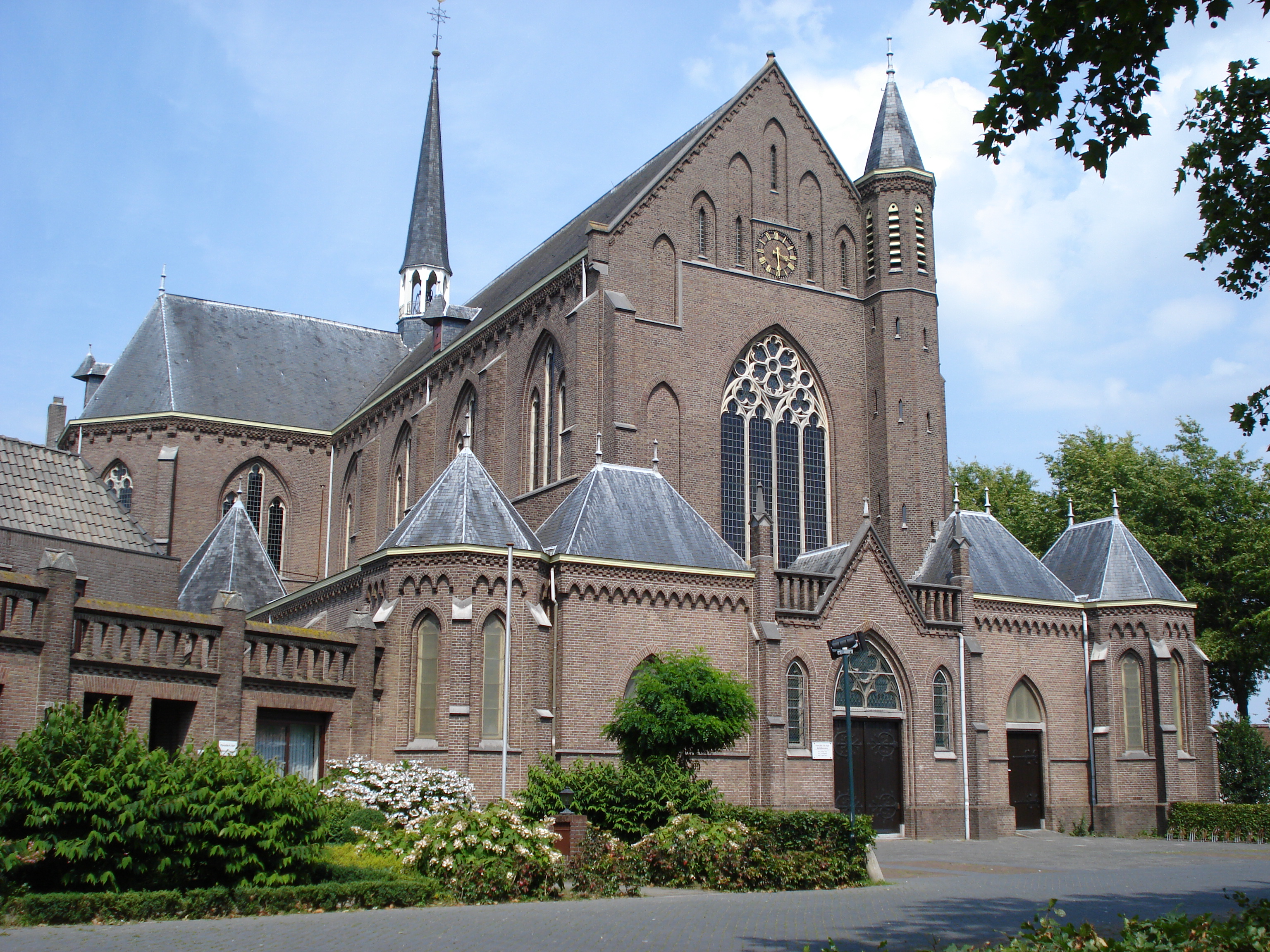
Oss, Église Sacré Cœur (Heilig Hart).
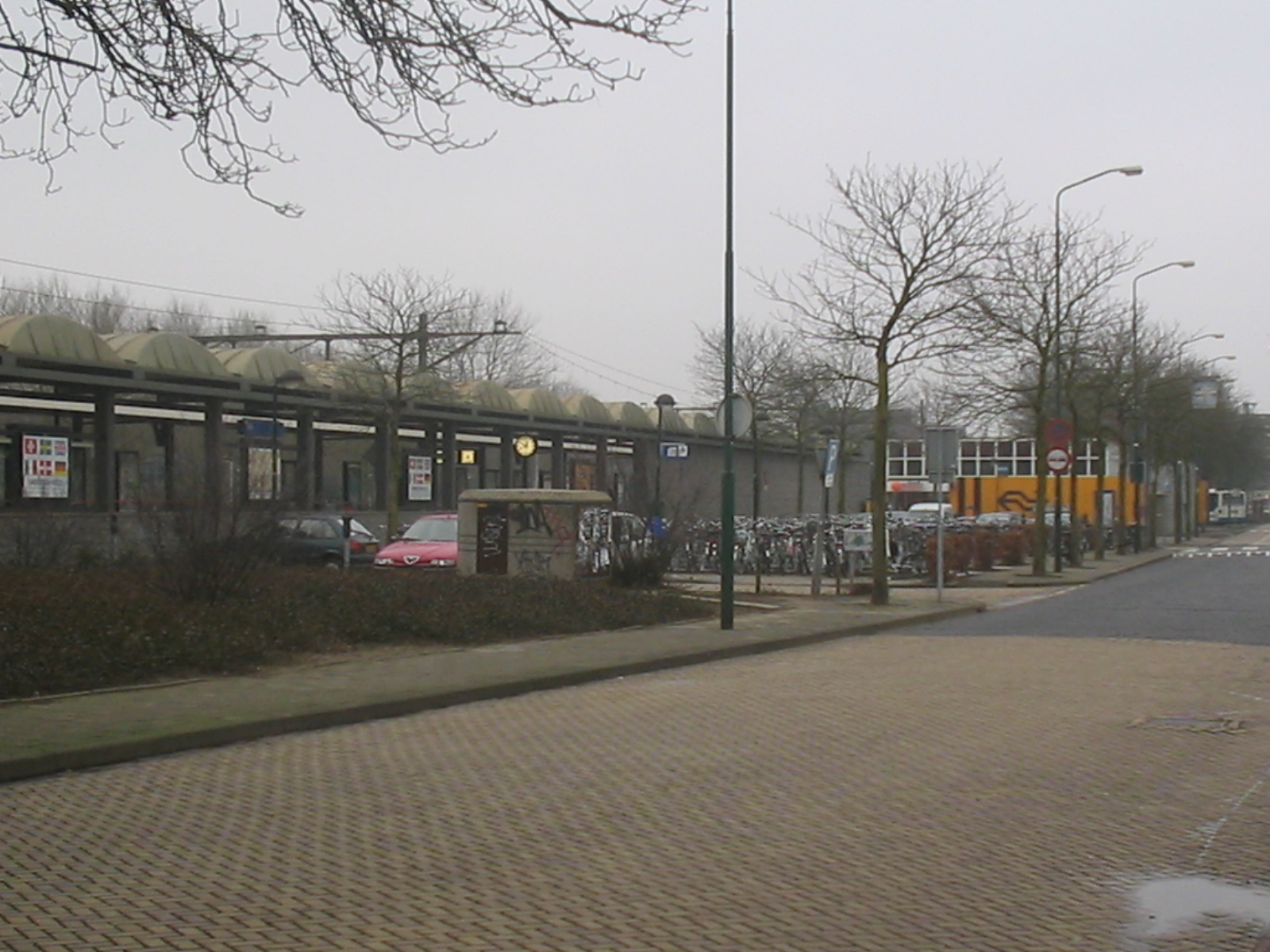
La gare centrale d'Oss.
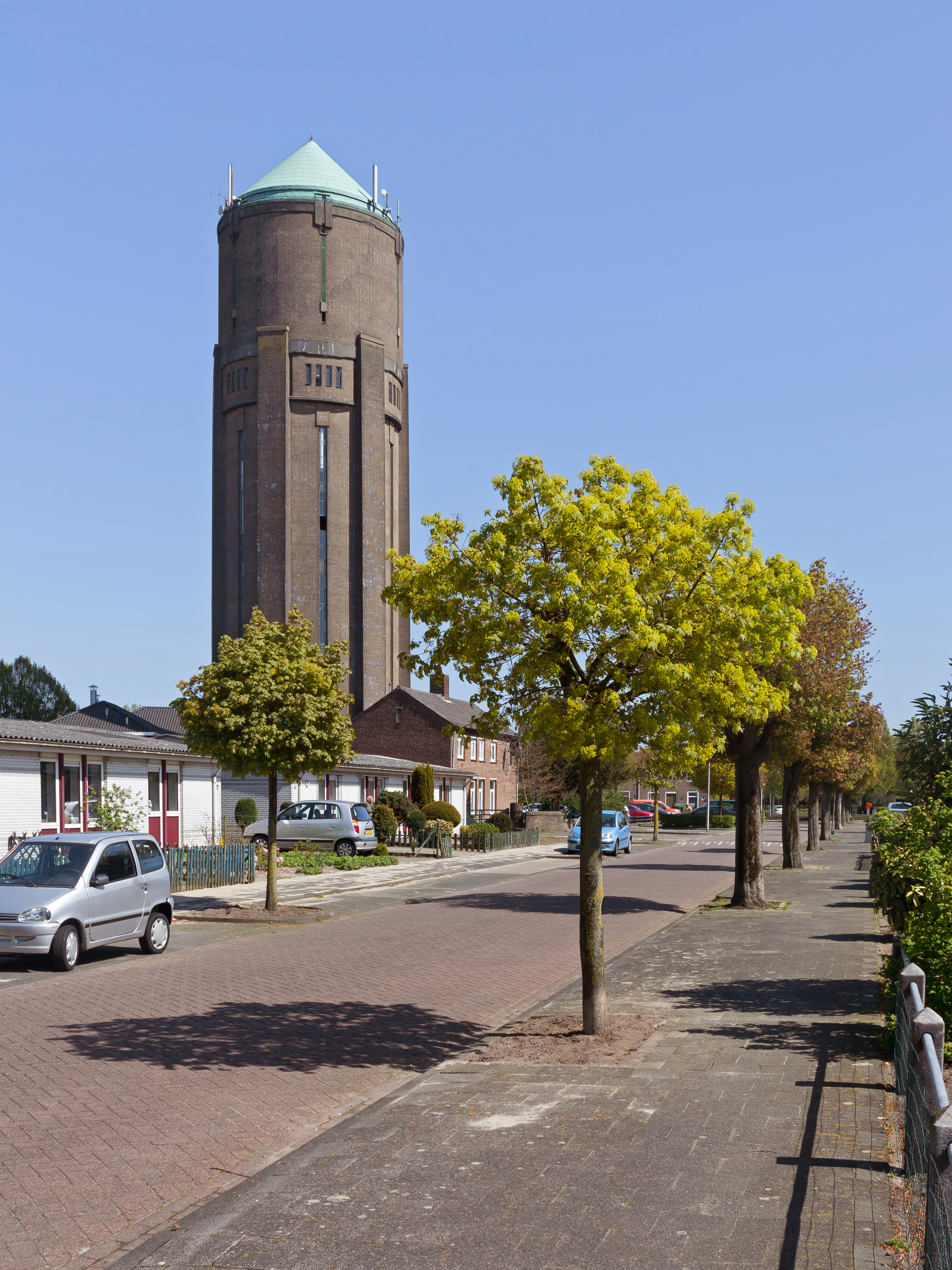
Oss, le château d'eau.
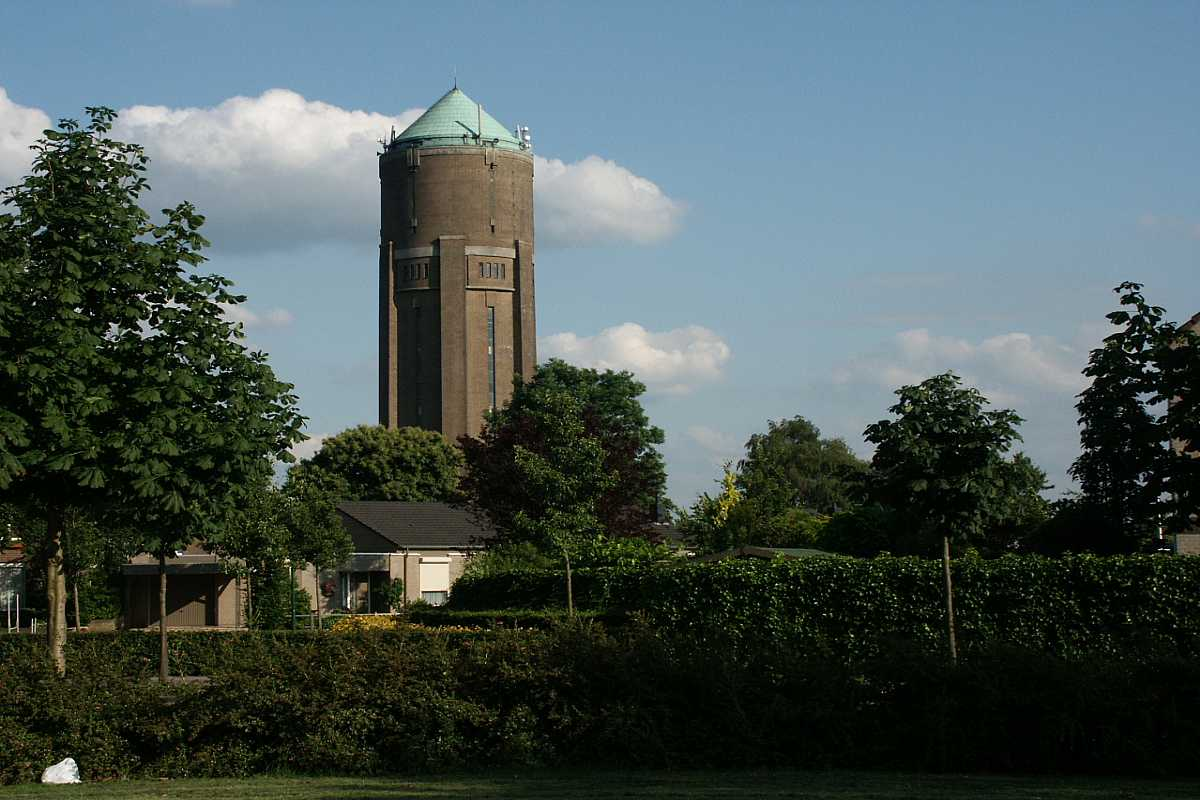
Oss, Château d'eau.
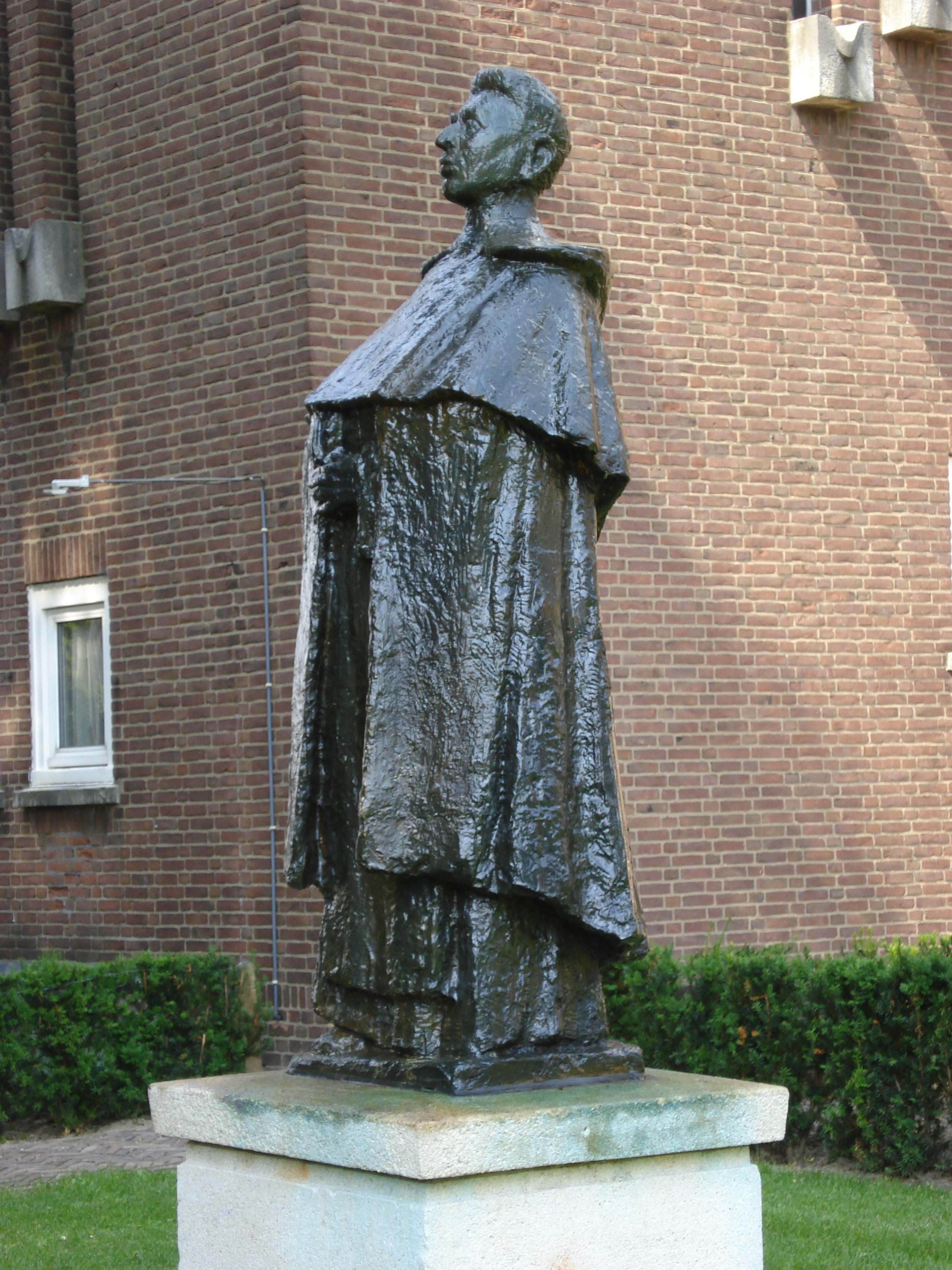
Oss, statue Titus Brandsma devant le lycée qui porte son nom.
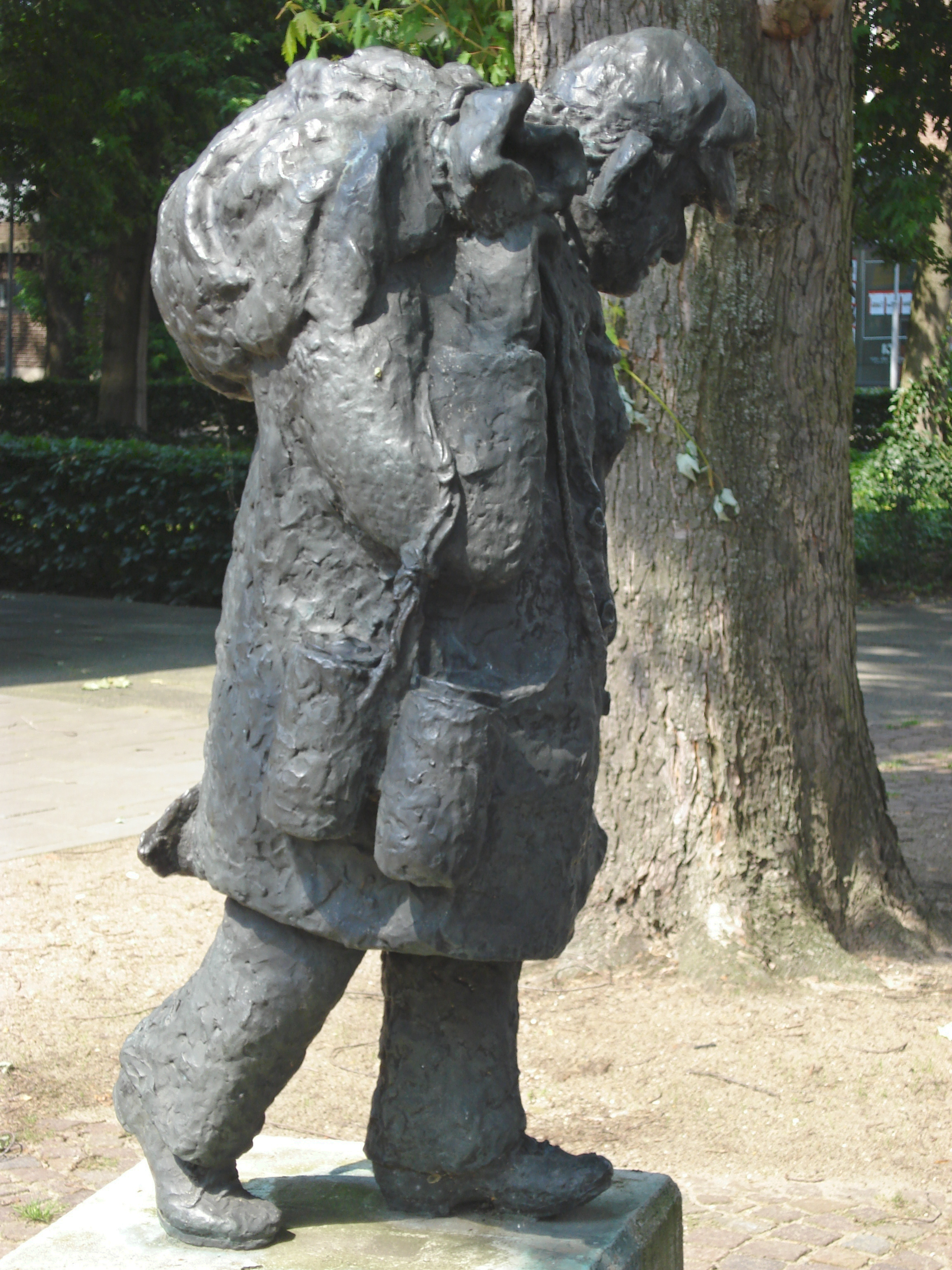
Oss, statue le marchand ambulant.
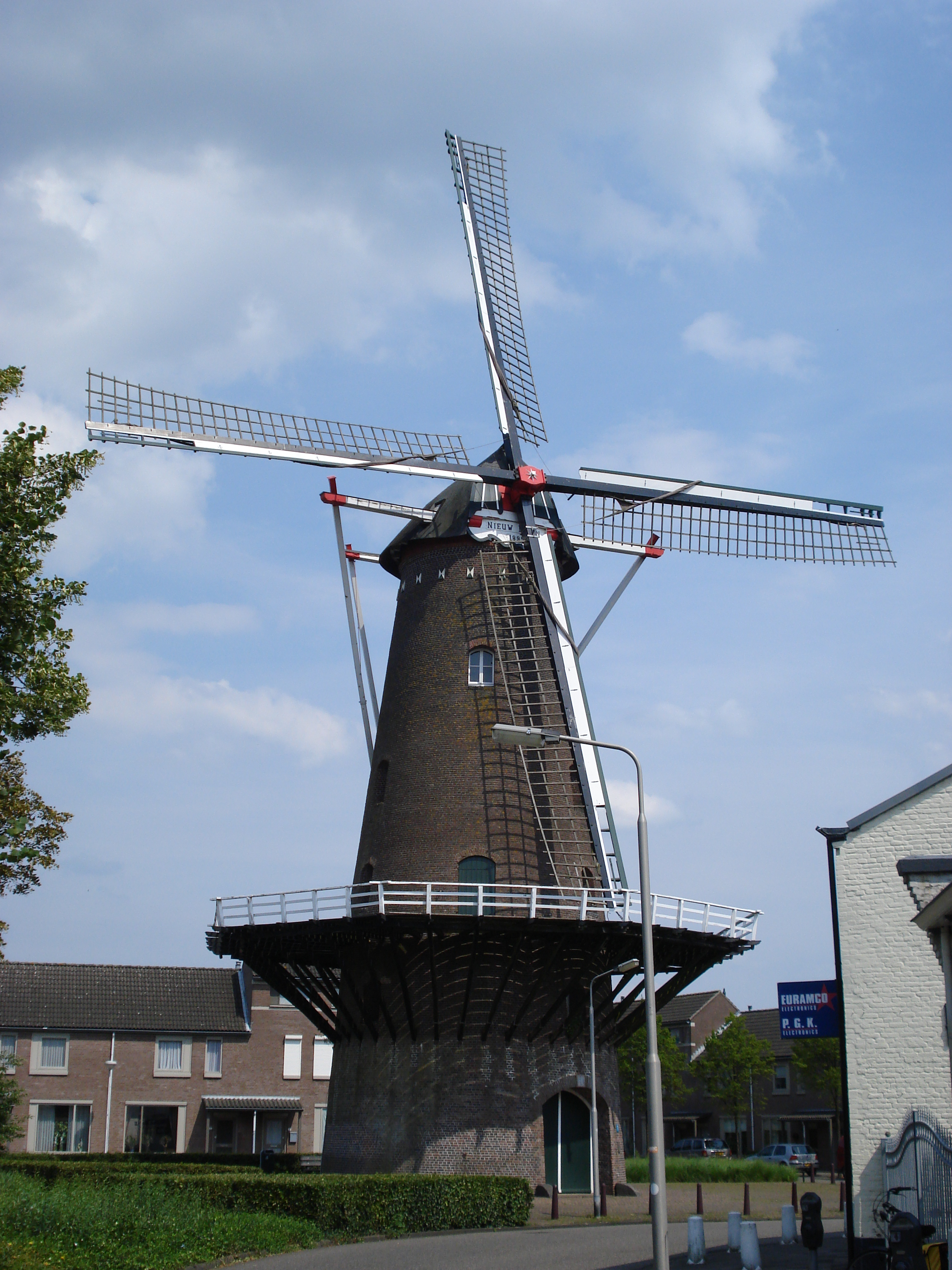
Oss, moulin Nieuw Leven.
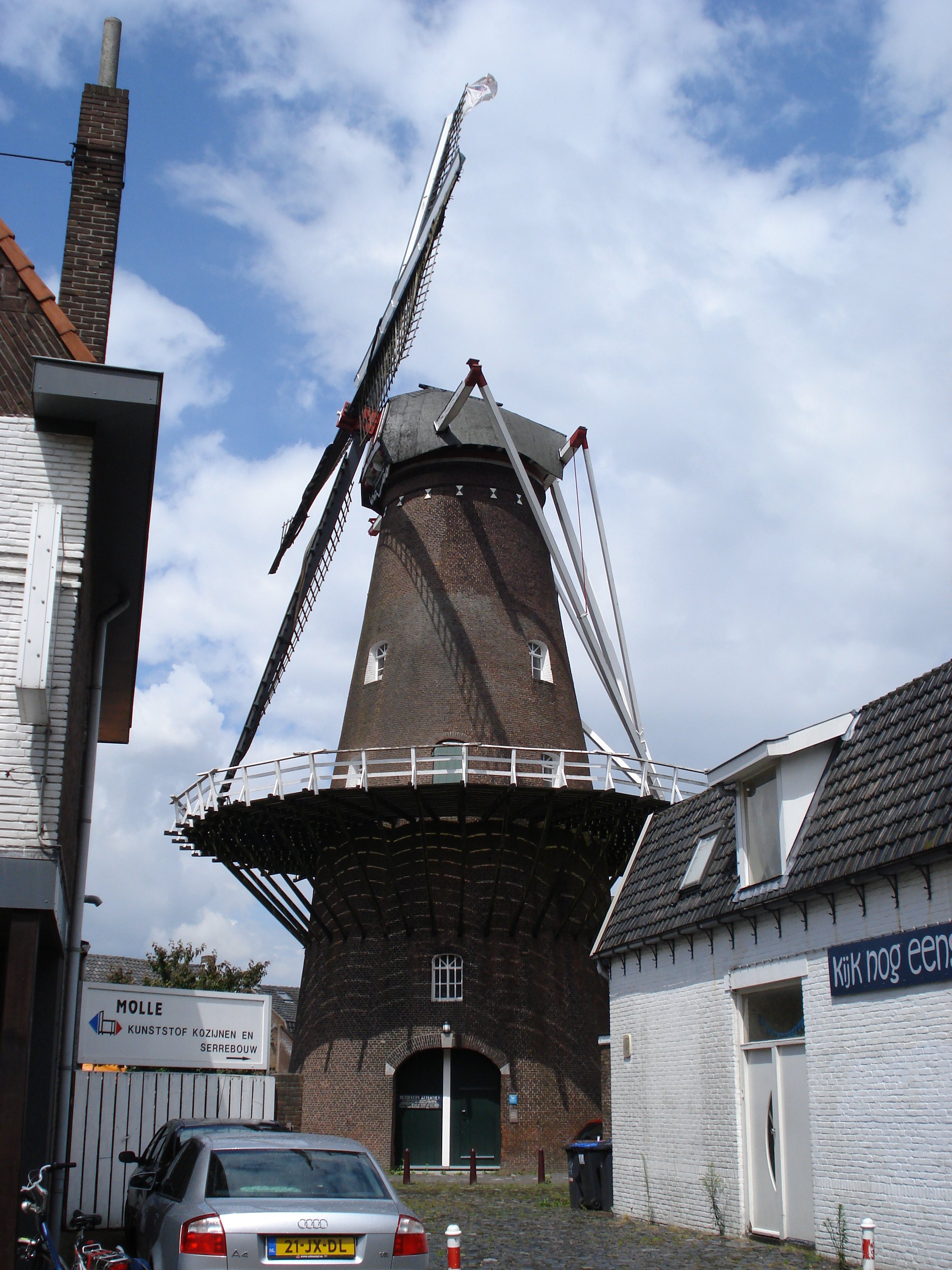
Oss, moulin Zeldenrust.
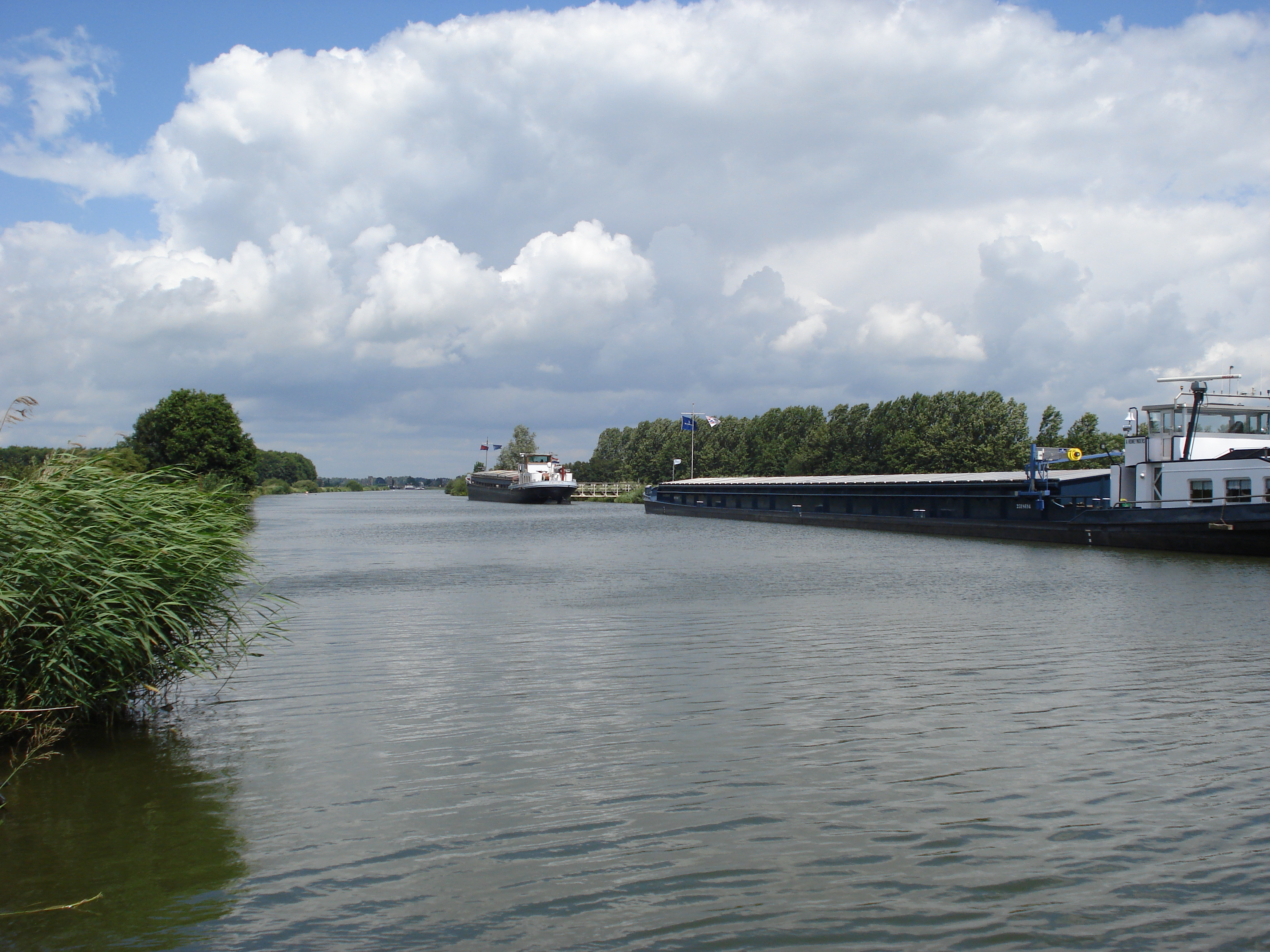
Oss, Burgemeester Delenkanaal près du Port d'Oss.
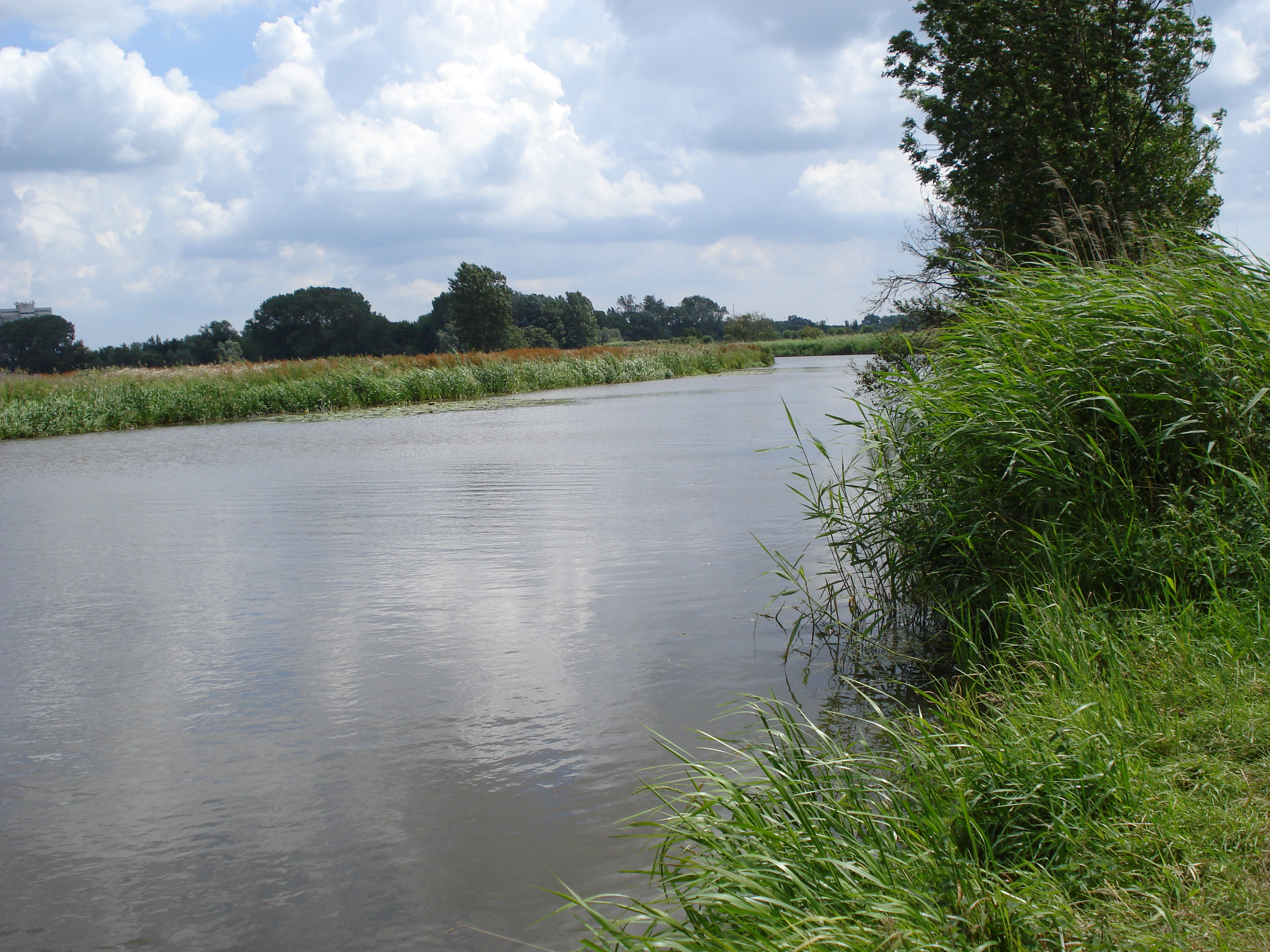
Oss, Osser meer.

## Personnalités liées à la ville
- Ruud van Nistelrooy (né en 1976), joueur de football professionnel.
- Anneke van Giersbergen  (né en 1973), chanteuse du groupe The Gathering.
- Gert-Jan Theunisse (né en 1963), cycliste néerlandais.